# Sanghaji lebegő mágnesvasút
A Sanghaj lebegő mágnesvasút (kínai írással: 上海磁浮示范运营线) Sanghaj belvárosát köti össze a 30 km távolságra lévő Sanghaj-Putungi nemzetközi repülőtérrel. A Kínai Tudományos Minisztérium és a német Transrapid International Konszern 1999 novemberében állapodtak meg a maglev vasút kifejlesztéséről, amit 18 hónap alatt végeztek el.
A mágneslebegtetésű vonat 2004. január 1-jén kezdte meg a működését. A tesztek során a vonat elérte az 501 km/h sebességet, az utasszállító csúcssebesség pedig 430 km/h. A döntéstől a 30 km hosszú vonal üzembe helyezéséig – a fejlesztés, az építés, és a kísérleti üzem lebonyolítása – 37 hónapot vett igénybe.
A hatóságok már jóval hosszabb szakasz építését tervezik Sanghaj–Hangcsou között, ami 190 km hosszú. Tervben volt egy Peking-Sanghaj vonal is, ami 1280 km hosszú lett volna, de végül a kormány a hagyományos Peking–Sanghaj nagysebességű vasútvonal mellett döntött.
|  |  |